# Mango (Indien)
Mango ist eine Stadt im indischen Bundesstaat Jharkhand. Mango hat den Status einer City, obwohl sie Teil von Jamshedpur ist. Die Stadt befindet sich gegenüber dem Fluss Subarnarekha und ist durch drei Brücken mit der Kernstadt verbunden.
Die Stadt ist Teil des Distrikt Purbi Singhbhum. Mango wird als ein Notified Area Council verwaltet. Die Stadt ist in 25 Wards gegliedert. Es ist in erster Linie ein Wohngebiet und erlebt derzeit einen Immobilienboom, dank dem schnellen Wachstum der Agglomeration Jamshedpur.

## Demografie
Die Einwohnerzahl der Stadt liegt laut der Volkszählung von 2011 bei 223.805. Die der Metropolregion Jamshedpur bei 1.339.438. Mango hat ein Geschlechterverhältnis von 930 Frauen pro 1000 Männer und damit einen für Indien üblichen Männerüberschuss. Die Alphabetisierungsrate lag bei 85,1 % im Jahr 2011. Knapp 52 % der Bevölkerung sind Hindus, ca. 41 % sind Muslime und ca. 8 % gehören einer anderen oder keiner Religion an. 13,1 % der Bevölkerung sind Kinder unter 6 Jahren.